# Путешествие Оттара

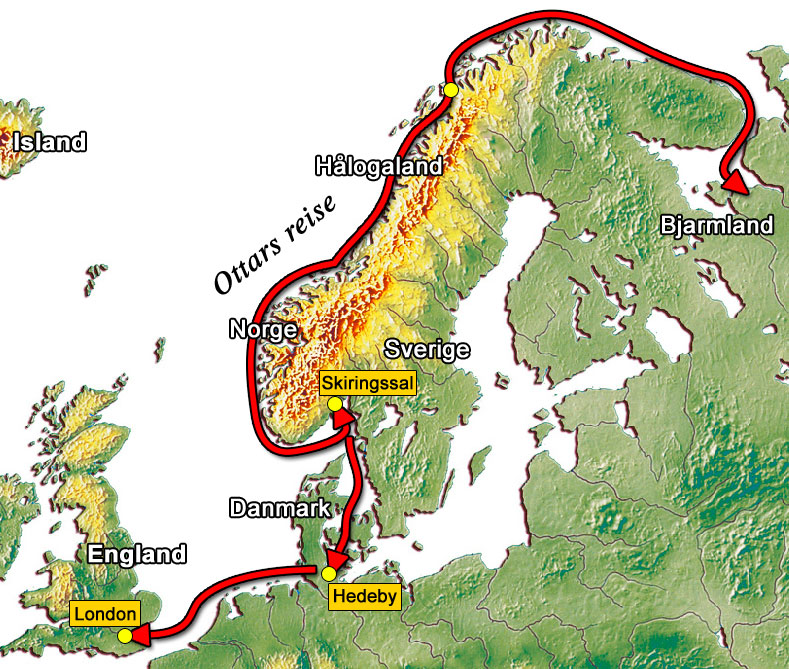
Странствия Оттара на современной карте с норвежской аннотацией

Путешествие Оттара (др.-англ. Ōhthere reise, повествующее о человеке по имени Охтхере, или Оттар, др.-англ. Ōhthere from Hālgoland, др.-исл. Óttarr fra Hålogaland) — короткий рассказ о путешествии норвежца Оттара в Скандинавию, Финляндию и воды Белого моря, написанный на древнеанглийском языке.
Рассказ представляет собой короткий текст под условным названием «Путешествие Оттара» (др.-англ. Ōhthere reise), являющийся вставкой в латинскую «Истории против язычников» Павла Орозия при её переводе на англосаксонский в эпоху Альфреда Великого (правил в Уэссексе в 871—899 гг.), возможно, с ведома самого короля. Само путешествие датируют не ранее 870, и не позднее 891 года. К сожалению, о личности Охтхере известно только то, что можно прочитать в самом тексте; однозначно можно сказать лишь то, что сам Оттар был из северной Норвегии, из провинции Халогаланд, и занимался морским промыслом.
Рассказ повествует о путешествии Оттара по скандинавским странам и землям вокруг Белого моря. Содержание включает описание географических характеристик изученных земель, а также описывает народы, их языки и обычаи, населяющие дальние территории. Исследователи утверждают, что самым отдалённым пунктом путешествия Оттара было Белое море, некая страна Биармия, а также, возможно, река Северная Двина.
«Путешествие Оттара» по характеру и стилистике не близко к классической древнескандинавской саге, а является собственно рассказом простого человека, записанным третьим лицом, вероятно, писцом Альфреда Великого (849—901). Возможно, сам рассказ был записан если не по прямому указанию короля Альфреда Великого, то с его ведома, что подкрепляет тот факт, что Альфред занимался вопросами образования и просвещения. Вероятно, текст был записан со слов самого Оттара, что можно предположить на основе анализа стилистики произведения, поскольку в нём часто повторяется фраза др.-англ. Ōhthere sǣde («Оттар сказал»). Исследователи отмечают, что рассказ идёт о реальных событиях, не вызывавших сомнений в их правдивости у историков.
Текст рассказа дошёл до нас в манускриптах Lauderdale MS, хранящемся в Хемингхэм Холле, и Cotton MS., Tiberius B. i. из собрания Р. Коттона Британской библиотеки.

## История рукописи
Текст «Путешествия Охтхере» преимущественно известен по древнеанглийскому переводу «Истории против язычников» (Historia adversus paganos Libri VII) Павла Орозия (V век н. э.). Данная рукопись была популярна в Средневековье, что подтверждает наличие около 250 копий произведения, сохранившихся до наших дней. Рассказ, приводимый в «Путешествии Охтхере», является вставкой в латинскую Историю против язычников, сделанную при её переводе на англосаксонский в эпоху Альфреда Великого (правил в Уэссексе 871—899). Отмечается, что перевод рукописи с латинского был сделан по крайней мере с ведома самого короля, если не по его прямому указанию, поскольку Альфред Великий активно занимался вопросами образования.
Исследователи отмечают, что манускрипт Павла Орозия, вероятно, рассматривался в качестве основы для древнеанглийской мироистории, поскольку предыдущие летописные книги составлялись преимущественно на латинском языке (Беда Достопочтенный и др.). Перевод «Истории против язычников» является не собственно переводом, а адаптацией на древнеанглийский язык, и одной из её составляющих была вставка истории путешественника Охтхере. Некоторые исследователи считают, что переводом книги занимался сам Альфред Великий, но это предположение позже было опровергнуто.
Невозможно определить точно, имелся ли рассказ Охтхере в изначальном тексте «Истории против язычников», или был записан позже и включен в последующую копию. Точная датировка создания древнеанглийской версии «Истории против язычников» вызывает затруднения, как и датировка рассказа Охтхере. Дж. Бейтли утверждает, что древнеанглийский перевод был закончен в период между 889 и 899 годами, вероятно, в начале 890 годов. Исходя из этого, можно определить время написания текста «Путешествия». Сам морской поход Оттара мог быть совершён в любое время с 870 до 890 годов, но не ранее 870 и не позднее 891 года. Таким образом, история путешествия Оттара была записана вскоре после его окончания и прибытия самого Оттара в Англию (Уэссекс). Вероятно, текст был записан со слов самого Оттара, что можно предположить на основе анализа стилистики произведения, поскольку в нём часто повторяется фраза др.-англ. Ōhthere sǣde («Оттар сказал»). Сам рассказ Охтхере можно интерпретировать не как естественное повествование, а как ответы на заданные ему вопросы при отчёте королю Альфреду.
Древнеанглийский перевод «Истории против язычников» сохранился в двух рукописях. Самый ранний вариант приводится как Tollemache, Helmingham или Lauderdale Orosius и в настоящее время хранится в Британской библиотеке под именем «Additional 47967» и вторая рукопись хранится в той же Британской библиотеке под именем «Cotton Tiberius B. i». Первая из рукописей была написана в Англии (Уэссекс) примерно между 892 и 925 годами, возможно, в Винчестере; вторая датируется началом XI века и предстаёт анонимной. Обе рукописи были созданы на основе общего более древнего манускрипта.

## Об авторе

### Родина путешественника Охтхере
Автором произведения назван некий норвежец по имени Охтхере (др.-англ. Ōhthere), или Оттар (др.-исл. Ottar). По другим рукописям и летописным произведениям имя этого человека неизвестно. Исследователи предполагают возможным, что рассказ был написан со слов самого Охтхере неизвестным придворным писцом Альфреда Великого. Вряд ли Охтхере был подданным Альфреда в прямом смысле, поскольку проживал в Скандинавии, но обращался к нему, как к своему господину, чего требовали обычаи тех времён.
Из самого рассказа можно понять, что Охтхере был родом из северной Норвегии, из провинции Халогаланд, и занимался зверобойным промыслом, скотоводством и морской добычей китов, тюленей и моржей. В самом тексте «Путешествия» приводятся подробные сведения о занятиях и имуществе Оттара. Предполагается, что Оттар во время промысловых походов побывал во многих местах Северного и Атлантического океанов.
В рассказе Охтхере сообщает, что он проживает в Халогаланде, и дом его находится «находится далеко к северу отсюда; но вся она [его земля, Норвегия — прим. авт.] пустынна, кроме немногих мест, где-то там, то здесь живут финны, охотясь зимой, а летом занимаясь рыбною ловлей у моря». Сам он говорит о том, что он бывал у самых северных из всех людей севера. Некоторые исследователи пытаются идентифицировать место проживания Оттара, предполагая, что дом его мог находиться в окрестностях Тромсё, в южной части Тромса, на острове Сенья, Сёр-Квалёй или Маланген, что также неподалёку от современного Тромсё.

### Занятия и жизнь Охтхере
Охтхере был одним из первых (др.-англ. fyrstum) людей своей страны. Охтхере утверждает, что он является богатым и состоятельным человеком: он владел 600 северными оленями (др.-англ. hranas), среди которых было шесть оленей-приманок, которых очень ценили финны, поскольку использовали их для ловли диких оленей. В его имении было не более чем 20 коров, 20 овец и столько же свиней, а пашню он пахал лошадьми. Однако он отмечает, что его главным доходом были налоги, которые платят им финны: финская дань бывает дикими животными, птичьим пухом, китовой костью, судами из шкур китов и тюленей. Самым высокородным должны платить 15 куньих шкурок, 5 оленьих и одну медвежью шкуру, 10 амберов перьев и шубу медвежью или из выдры, и 2 корабельных каната, каждый чтоб был 60 элей длиною (= 68 м): один из китовой шкуры, другой из тюленьей. Оттар был вовлечён в торговлю мехами.
Другим источником дохода Охтхере был морской промысел, охота на китов и моржей. Он говорит о том, что его родная земля лучше всего подходит для охоты на китов. Моржи (названные коне-китами, др.-англ. horshwæl, что и переводится как «морж») там достигают 8 метров, а киты — 60 метров в переводе древнеанглийской системы мер на современный язык. Отмечается, что данные сведения либо неправильно истолкованы, либо преувеличены, а слова Охтхере о том, что он с пятью людьми за два дня добыл шестьдесят китов, кажутся маловероятными и даже могут относиться не к китам, а к моржам.
Исследователи отмечают, что Охтхере описывается прежде всего как торговец, и что его визит к королю Альфреду был связан либо с планами короля относительно создания военного флота, либо желанием прекратить зависимость от Норвегии и полностью восстановить свои владения и состояние страны (которая подвергалась жестоким атакам викингов), либо непосредственно с торговыми делами. Однако ни одну из этих версий доказать не представляется возможным. В тексте рассказа нет никаких сведений о путешествии Охтхере в Уэссекс и его целях, кроме нескольких упоминаний о том, что он посетил торговые центры Скирингсхеаль и Хедебю.
Леонтьев А. И. отмечает, что Оттар, возможно, принадлежал к аристократам, которых называли хёвдингами, местными вождями в своей колонии — фюльке. Вероятно, он был образованным человеком, и во время правления Харальда Прекрасноволосого в 871 году переселился в Англию. Альфред Великий был заинтересован в том, чтобы его подданные перенимали опыт в мореходном искусстве, так как лучшими в мире мореплавателями в те времена считались норманны. По другой версии, Оттара и ещё одного торговца, то ли норвежца, то ли англичанина по имени Вульфстан, ходившего по Балтийскому морю до его южных берегов, специально пригласил Альфред Великий, чтобы услышать и записать рассказы об их путешествиях.
Учитывая то, что Охтхере был норвежцем, его древнеанглийское имя, др.-англ. Ōhthere, следует считать переводом на древнеанглийский язык норвежского (древнескандинавского) имени Оттар, др.-исл. Ottar, под которым его, возможно, знали в Норвегии.

## Содержание
Ōhthere sǣde his hlāforde, Ælfrēde cyninge, ðæt hē ealra Norðmonna norþmest būde. Hē cwæð þæt hē būde on þǣm lande norþweardum wiþ þā Westsǣ.
В рассказе приводится подробное описание морского путешествия Охтхере в северные регионы Скандинавии и Финляндии, в район Белого моря (предположительно, течение реки Северная Двина), некую страну Биармию и затем на юг Дании и в Англию. В путешествии приводятся географические сведения об описанных странах и территориях, даются время и маршруты следования в том или ином направлении, племена, которые были встречены во время путешествия — свеи, квены, саамы, биармы, — их традиции, язык и обычаи.
Причиной путешествия послужило желание самого Охтхере узнать, как далеко на север простираются обитаемые земли и живёт ли кто-либо в северных регионах Скандинавии. Сам он жил в земле к северу от Западного моря (по-видимому, Норвежского моря). Снарядившись, он отправился в путь. За много дней пути он обогнул побережье Скандинавии и плыл вдоль берега, и по другую сторону было обширное и бескрайнее море; затем он прибыл к некоей большой реке, которая вела внутрь побережья (предположительно, Северная Двина) и была заселена по одну её сторону. Он вошёл в её течение, поскольку побоялся двигаться дальше по морю, чтобы не вызвать вражду. До этого не встречалась Оттару никакая обитаемая земля, если не считать стоянок рыбаков, птицеловов и охотников, которые были финнами (др.-англ. Finnas). Земля же терфиннов (Терский берег, др.-англ. Terfinna land) была пустынной. Там он увидел биармийцев (или биармов, др.-англ. Beormas), которые настолько густо заселили свою землю, что Оттар не решился на неё сойти; в то же время земля терфиннов была необитаема, если не считать охотников, рыбаков и птицеловов.
Биармийцы рассказали ему о своей родной земле и о соседних краях, однако Охтхере не знал, достоверны ли их рассказы, поскольку сам не видел того, о чём они сообщали (или не понял их языка, в зависимости от трактовки фразы оригинала). Отмечается, что язык биармийцев был схож с языков лесных финнов, и показалось Оттару, что они говорят на одном и том же языке. Так далеко он зашёл в эти края за моржовой костью и кожей (за коне-китами — др.-англ. horshwæl «морж», досл. «коне-кит»), пригодной для канатов, поскольку сам Оттар занимался моржовым и китовым промыслом. Затем Охтхере рассказывает о своём морском промысле и богатой собственности, которой он владел, а также о размере финской дани.
Далее Охтхере приводит описание норманнских земель. Их территории очень длинные и узкие; земля для пастбищ и пахоты лежит близ моря, а на востоке и по всему пространству необитаемой земли находятся дикие горы; в пустошах селятся финны. Скандинавская земля очень каменистая и скалистая, и заселена более всего на востоке, и чем ближе к северу, тем более узкие её территории. Много в Скандинавии диких и пустынных мест, поросших вереском (др.-англ. mor «пустошь, поросшая вереском»). Далее приводится географические описание скандинавских земель в милях.
С другой стороны высоких гор находится Швеция (Свеоланд), простираясь на этой земле на север, а с другой стороны на севере — земли квенов (др.-англ. Cwēna land «Земля квенов», Cwēnas «квены»). Иногда квены нападают на норманнов, а иногда норманны совершают нападения на них. За их горами много озёр, и квены перетаскивают свои суда по земле до этих озёр, и их суда очень маленькие и лёгкие. Эта местность называется Халголанд (др.-англ. Hālgoland), как сообщает Охтхере, отмечая, что ни один человек не бывал севернее, чем он. Далее сообщается о некоем порте на юге той страны, который называется Скирингесхаль или Скирингесхеаль (др.-англ. Sciringesheal, перевод др.-исл. Skíringssalr «Скирингссаль», неподалёку от Ларвика), до которого можно (либо нельзя и, в зависимости от перевода оригинала) доплыть за месяц, если каждый день будет попутный ветер. По правому борту у него будет Ирландия (вероятно, ошибка в тексте — Исландия), а затем острова, что лежат между той землёй и Норвегией (др.-англ. Norðweg). К югу от порта лежит очень обширный залив. Затем Охтхере направился в Хедебю (Хэтум, др.-англ. Hæþum, англ. Haddeby), прибыв за 5 дней, и по левому борту его корабля была Дания, а за два дня до прибытия в Хедебю — Готландия, и Зеландия, и другие многочисленные острова; тот порт находился между венедами, саксами и англами, и принадлежал данам. В тех краях живут англы, некогда пришедшие в Англию, как сообщает Охтхере. И по левому борту, когда они двигались по морю, у них было много островов, принадлежащих Дании (др.-англ. Denemearc).

## Анализ и интерпретация рукописи
В «Путешествии Охтхере» упоминается большое количество северных народов и племён, населявших (либо поныне населяющих) описываемые территории Скандинавии, Финляндии, отчасти Англии и земель на побережье Белого моря и Северной Двины. Исследователи сходятся во мнении, что большинство упоминаемых народов можно идентифицировать без значительных затруднений (даны, англы, шведы, квены, саксы, норманны и другие), но другая их часть вызывает значительные затруднения в их определении. К примеру, народы терфиннов и в особенности биармийцев обычно неизвестны летописным данным, хотя их упоминания встречаются в большом корпусе древнескандинавских источников.

### Первое упоминание Норвегии
Многие исследователи сходятся во мнении, что в рукописи предстаёт самый ранний пример письменного использования слова «Норвегия» (др.-англ. Norðweg). Следующие упоминания данной скандинавской страны встречаются в рунической форме «Nuruiak» на рунических камнях в Еллинге (Дания), датируемое X веком (Малый камень):
Haraltr kunukr bath kaurua kubl thausi aft kurm fathur sin auk aft thaurui muthur sina sa haraltr ias sar uan tanmaurk ala auk nuruiak auk tani karthi kristna…

Русский перевод: Харальд король поставил этот камень в честь Горма, отца своего, и Тюры, матери своей. Харальд, покоривший всю Данию и Норвегию, кто крестил датчан.
Также на данном камне встречается письменное упоминание Дании (рун. Tanmaurk).
Охтхере описывает Норвегию как весьма длинную и узкую строну, и чем севернее, тем она уже; он сообщая, что эта земля имеет около 60 миль шириной на восток, или немного больше, а в средней части около 30 миль. К северу она сужается и может быть до 3 миль шириной. Норвегия описывается как довольно скалистая и каменистая земля, и в определённых её местах пролегают дикие и пустынные места, где растёт вереск. Вдоль этой земли, с юга и до севера расположена Швеция, на востоке находятся пустынные горы, где проживают финны (саамы), к северу от Шведских земель находится земля квенов, на севере же располагались дикие вересковые пустоши.

### Терские финны

#### Описание терских финнов в тексте
В ходе своего путешествия на север Охтхере встречается с племенами финнов (др.-англ. finnas), или терских финнов (терфиннов, др.-англ. terfinna (land)), которые известны скандинавам. Они занимаются охотой, рыбной ловлей и добычей птиц, и были обложены данью норвежцами и другими скандинавскими правителями, о чём явно рассказывается в тексте. Выйдя из дома и миновав мыс Нордкап, Охтхере находил лишь пустынные земли, невозделанные людьми, за исключением стоянок птицеловов и охотников, которые были финнами.

#### Анализ и интерпретации
Анализируя образ терфиннов, многие исследователи склоняются в сторону их идентификации как саамских племён, населявших в древности территорию Кольского полуострова, русский Финмаркин и даже современную Карелию и отчасти Архангельскую область (что видно по топонимам, значительная часть которых — саамского происхождения). Новгородским летописям (начиная с XIII столетия, или, может быть, раньше) известна терская лопь, которая платила дань новгородцам. В русских летописях область Тре, или Терский берег (др.-рус. Тре, Тръ, Теръ, Тьръ) входила в состав владений Новгородской земли, а позднее — московских великих князей. В настоящее время южное побережье Кольского полуострова носит прежнее, древнее название — Терский берег. Л. Лашук пишет, что «страну саами Кольского полуострова скандинавы называли Тренес, русские с XIII века — Тре, или Терский берег (от Святого Носа до реки Варзуги), финны — Турья, сами саами — Тарья».
Само название могло быть образовано от фин. Turja или от саам. Tarje Narg, что в переводе означает лес и лесистый берег. Примечательно, что во всех древнескандинавских источниках наименование терфиннов именно так и переводится — лесные финны.
Следовательно, как отмечают Леонтьев А. И., Б. Торп, К.-О. Масдален, под терфиннами следует подразумевать не финские племена, а саамов, которых шведы называли лапландцами. Наоборот те, кого шведы называли финнами или финляндцами, норвежцы звали квенами, а русские позднее — каяны (от финского слова kainu — равнина). Саамы и финские народности были хорошо известны скандинавам, о чём свидетельствуют и другие рукописи и древнескандинавские саги, описывая финнов и саамов как могущественных чародеев и колдунов, обладающих некоторыми сокровищами (к примеру, упоминание финнов как чародеев в «Саге о Вёльсунгах» и стрелы Гусира из «Саги об Одде Стреле»).

### Интерпретация Биармии

#### Биармия в «Путешествии Охтхере»
В рассказе Оттара сведений о биармийцах немного. Они описываются как народ, который полностью заселяет дальний берег некоей большой реки, который хорошо возделан; следовательно, их численность должна быть сравнительно выше лесных финнов или саамов. Охтхере подчёркивает разницу между терфиннами и биармами, однако отмечая, что они говорят почти на одном и том же языке. Если финны занимались охотой, птицеловством и рыбацким промыслом, и их поселения были редки, то страна биармийцев была густо заселена, и, вполне возможно, они занимались земледелием и, в отличие от кочевых саамов, жили оседло и были богаты в скандинавском понимании этого слова.
Биармийцы рассказывают путешественнику много историй об их собственной земле и о соседних краях, но Охтхере не мог сказать, что из них — правда, и эти сведения не приводятся в его рассказе. Больше никаких данных о биармийцах в рассказе Охтхере не указано, кроме того, что неподалёку от землях биармийцев живут моржи (коне-киты), на которых охотятся норвежцы в собственных землях, и они намного меньшего размера.
Таким образом, из рассказа Охтхере можно понять, что биармийцы были многочисленным народом, вели оседлый образ жизни, по крайней мере занимались земледелием (и, возможно, торговлей, однако это нельзя заключить из рассказа Охтхере) и были несколько богаче и состоятельнее их соседей-финнов. По происхождению они, вероятнее всего, были финнами или саамами, поскольку их язык был родственен финскому, а норвежцы могли знать финский язык (древнефинский) в достаточной мере, поскольку, по словам самого Охтхере, они собирали с финнов дань и воевали с квенами.

#### Биармия в скандинавских источниках (древнескандинавские саги, «Деяния данов Саксона Грамматика»)
Впервые Биармия упоминается в древнескандинавских сагах. Она стала загадкой для исследователей всего мира, которые не могут идентифицировать её как какую-либо определённую и реально существовавшую северную страну по сей день. Биармия упоминается в следующих исландских источниках: «Сага о Харальде Прекрасноволосом», «Сага о Харальде Серая Шкура», «ага об Олафе Святом», «Сага о Магнусе Голоногом», «Сага об Одде Стреле», «Сага о Ньяле», «Сага о Стурлаге Трудолюбивом». В «Саге о Стурлаге Трудолюбивом» рассказывается, что Стурлауг по поручению конунга свеев отправляется за рогом Урахорн, который хранится в каком-то храме. Он попадает в Биармию, миновав страну людей-собак хундингов, и находят в той стране храм, где перед идолом Тора находится рог Урахорн, перед которым несут службу тридцать женщин. Примечательно, что в этой саге жителям Биармии приписывается поклонение скандинавским богам. Это, по всей видимости, домыслы, однако же примечательно, что одна из древнейших скандинавских саг довольно подробно описывает эту фантастическую страну.

Упоминания о Биармии встречаются в «Деяниях данов» Саксона Грамматика. В истории правления Рагнара Кожаные Штаны приводится его поход на Биармию, где его воинам дали значительный отпор бьярмы, применив своё магическое искусство. Саксон Грамматик пишет об этом так:
«Тогда биармцы сменили силу оружия на искусство своего волшебства, дикими песнями наполнили они свод небесный, и мигом на ясном до тех пор солнечном небе собрались тучи и полил проливной дождь, придавая печальный облик ещё недавно лучезарной окрестности»
Рагнар Кожаные Штаны был вынужден отступить и остановиться в землях куретов (куршей) и сембов (пруссов), которые предоставили ему подкрепление. Восстановив силы, Рагнар вновь вторгся в земли биармийцев, после чего их правитель был вынужден бежать к герцогу Матуллу в Финнмаркию. Оставшееся зимовать в Бьярмии войско Рагнара подверглось нападениям лучников короля Биармии. В Западной Европе о существовании Биармии узнали только в начале XVI века именно из книг Саксона Грамматика.

#### Средневековые сведения
В Средневековье было предпринято несколько экспедиций норвежских правителей и самих норвежцев в Биармию. В 920 году Эйрик Кровавая Секира совершил поход в Биармию, затем последовал поход Харальда II Серая Шкура и Хакона Магнуссона в 1090 году. Наиболее известной была экспедиция Торира Собаки (др.-исл. Þórir hundr) весной 1026 года. Он вместе со своими приятелями Карли и Гуннстейном вели торговлю с местными жителями и купили огромное количество шкур, после чего тайно высадились на берег и разграбили святилище бога Йомали, где стоял его идол. У этого идола на коленях стояла чаша с серебром, а на шее висела богато украшенная цепь. Ториру и его людям удалось скрыться от преследования биармийцев с большой добычей.
В русских летописях Биармия не упоминается: ни в древнейших сводах Лаврентьевской, 1-й Новгородской, Ипатьевской, ни тем более поздних летописях нет упоминаний об этой стране. Нет сведений о ней и в других актовых материалах, относящихся к древнему периоду истории России. Упоминание о Биармии можно найти только в одном древнем документе — Иоакимовской летописи, впервые опубликованной в «Истории государства Российского» известнейшим историком В. Н. Татищевым в XVIII веке, которая признаётся спорным источником. В любом случае, Рыбаков Б. А. указывает на знакомство автора Иоакимовской летописи со скандинавскими сагами, что предполагает заимствование названия Биармии и возможных сведений о ней.
В 1217 году в Биармию прибыли два норвежских судна, одно из которых проследовало далее через Русь в Святую землю для участия в крестовом походе. Второе судно подверглось нападению местных жителей, и его экипаж был уничтожен. Король Хакон IV в 1222 году послал в Биармию двух своих военачальников на четырёх больших судах с сильным войском в целях отмщения. Они разорили Биармию и вернулись с богатой добычей из серебряных монет и дорогих мехов. После этого Биармия перестаёт упоминаться в скандинавских источниках. Часть жителей Биармии ушла на кораблях в Норвегию, где король Хакон в 1240 году выделил им для поселения земли в области Маланген и в Холугаланде. К XIII веку поездки скандинавов в Биармию прекращаются, и она на время исчезает из истории.
Биармия в исторических повествованиях Европы вновь появляется в 1539 году. Шведский писатель и картограф Олаус Магнус (1490—1557) в книге «История северных народов» и на составленной им карте дал сведения о Биармии. Биармию он поместил севернее Финляндии и в области северной Карелии (сейчас современная территория Кандалакшского района Мурманской области) и Кольского полуострова. Опираясь на сведения Саксона Грамматика, он выделил две Биармии: Ближнюю и Дальнюю. Ближняя Биармия у него покрыта высокими горами и вечными снегами. Она не приспособлена к жизни и препятствует проникновению европейцев в Дальнюю Биармию, которую населяют племена, занимающимися оленеводством и рыболовством. Земля там плодородная, но земледелием жители не занимаются. Повторяя за Саксоном Грамматиком, Магнус так пишет о биярмийцах:
«Жители Биармии искусны в чаровании людей. Взглядом, словами или какими-нибудь другими действиями они умеют так связывать людей, что те лишаются здравого рассудка, теряют свободу воли и часто совершают непонятные поступки».
Биармия как далёкая и довольно большая северная страна на средневековых картах помещается на Кольском полуострове (Carta Marina, карты Г. Меркатора и А. Ортелия). В это же время на картах, основанных на сведениях английских и голландских мореплавателей, Кольский полуостров изображён без Биармии.
Биармия далее упоминается в путевых заметках и дневниках Э. Лённрота, в примечаниях к народным рунам. Затем Биармия навсегда исчезает из летописей и истории Северной Европы. Как отмечает Леонтьев А. И., Биармия — эта таинственная и загадочная страна, которая по сведениям древних писателей располагалась когда-то на территории Русского Севера. Уже в течение почти трех столетий среди историков, как начинающих, так и именитых, не утихают споры о том, где же действительно находился этот богатый край, в какой части Европейского Севера раскинулись его просторы, и главное, действительно ли он существовал и был такой изобильный. Или это только одни выдумки и фантазии древнескандинавских скальдов и англосаксонских писателей.

#### Интерпретация Биармии
Некоторые летописные и научные сведения позволяют говорить о биармийцах как о народе, родственном финнам либо саамам. Упоминается, что они говорили на языке, который почти идентичен финскому, а их божество Йомали — карело-финский бог Юмала (фин. Jumala). Также неведомая магическая сила биармийских чародеев вполне соотносится с представлениями скандинавов как могущественных колдунов и волшебников, что проявляется, к примеру, в «Деяниях данов» (рассказ о путешествии Рагнара Кожаные Штаны) и «Саге о Вёльсунгах» (оборотничество финских чародеев). Их сравнение в некоторых летописных произведения («Путешествие Охтхере») с финнами также подтверждает эту теорию. Если местом расположения древней Биармии считать территорию побережья Северной Двины, то эта версия также находит научное подтверждение в том, что многие топонимы Двинской земли по происхождению включают финские или саамские корни.
Историк Т. Н. Джаксон предполагает, что эта земля — Биармия, или Бьярмаланд скандинавских источниках — располагалась в окрестностях современного города Кандалакша (Мурманская область), на западном берегу Белого моря. Он отмечает, что ассоциация с Северной Двиной — это неправильное толкование древнеисландского термина Вина (др.-исл. Vína), который, как утверждает Джаксон Т. Н., используется как метафорическое описание любой реки. Термин Вина упоминается в «Старшей Эдде» и представляется как название одной из многочисленных рек всего известного мира и мира мифического (в перечне рек приводятся, к примеру, названия таких рек, как реальные Рейн и чисто мифические Ильг, Гьёлль). Однако в самом «Путешествии Охтхере» название «большой реки» вовсе отсутствует, и нигде не приводятся сведения о том, что это была мифическая река Вина скандинавских саг.
Другие исследователи интерпретируют «большую реку» (др.-англ. micel ea) как Северную Двину или даже горло Белого моря, и располагают Биармию в окрестностях её течения. Отмечается некое противоречие в том, что Охтхере в одно время сообщает, что он не осмелился сойти на землю биармов, боясь вызвать вражду, и затем рассказывает о том, что говорил с биармийцами. Это противоречие объясняют тем, что он встречался и говорил с какими-то другими биармами, жившими в иных местах, или с саамами.
Современные научные исследования говорят о том, что до X—XI веков Двинская земля была населена преимущественно финно-угорскими племенами, саамами и чудью заволочской. Саамы заселили южное и западное побережье Белого моря. Многие топонимы Архангельской области лингвистами нередко возводятся к финно-угорским языкам, в частности, к собственно финскому и саамскому: Ухтострово, Холмогоры, Пинега, Онега, Котлас, большинство древнейших деревень Поморья и Архангельской области. Финно-угорские народы были вынуждены покинуть Двинскую землю и переселиться на запад и на север в связи с началом освоения этих земель славянскими и русскими переселенцами.
Часто биармов связывают с древнепермской культурой. Топонимы Пермь (др.-рус. Пермь), Пермская земля и Колоперемь (на Кольском полуострове) иногда приводятся как источники древнескандинавского наименования биармов и их страны; примечательно, что топоним Пермь также возводят к финскому языку. Топоним Колоперемь принадлежит северо-западному побережью Белого моря неподалёку от Кольского полуострова. Возможная этническая связь биармов и народа пермь по-прежнему остаётся неясной.

### Северная Двина и побережье Белого моря

#### Описание «большой реки» в тексте рукописи
Интерпретацией некоей большой реки (др.-англ. micel ea), у которой остановился Охтхере со своими людьми во время их пятнадцатидневного путешествия, занимались многие исследователи на протяжении долгих лет, но окончательного решения по этому вопросу пока нет, хотя многие теории учёных и филологов признаются достаточно достоверными. Большие трудности вызывает и тот факт, что сам Охтхере по какой-то причине не сообщил название данной реки. Сам рассказ путешественника описывает её следующим образом:
И там большая река вела внутрь земли. Тогда вошли они в эту реку, но не осмелились плыть по ней, боясь нападения [со стороны местных жителей], ибо земля эта была заселена по одной стороне реки.
Вдоль побережья реки жили биармы.
Многие исследователи утверждают, что наиболее отдалённой точкой путешествия Охтхере была река Северная Двина (Архангельская область) и её устье. Другие учёные убеждены, что норвежский путешественник побывал только на Кольском полуострове или вообще в других землях. Исследователь Т. Н. Джаксон отмечает, что ассоциация с Северной Двиной — это неправильное толкование древнеисландского термина Вина (др.-исл. Vína), который, как утверждает Джаксон Т. Н., используется как метафорическое описание любой реки. Сам же рассказ не даёт точных сведений, поскольку Охтхере не давал новые названия географическим объектам и странам и не изобретал новые, которые закрепились в исторических источниках, поэтому название данной реки, в которой они остановились, вообще не упоминается и вряд ли было в изначальном рассказе.

#### Кольский полуостров
Историк Т. Н. Джаксон предполагает, что Биармия находилась в окрестностях современного города Кандалакша (Мурманская область), на западном берегу Белого моря. Исследователи, говоря о том, что Охтхере добрался всего лишь до Кольского полуострова, ссылаются на слабые мореходные качества судов тех времён, незнание навигации и искусства хождения против ветра, а также на то, что путешественники якобы за такое короткое время (в общей сложности 15 дней) никак не сумели бы достичь берегов Северной Двины. Вероятнее всего, они остановились в какой-то реке Кольского полуострова.
Исследователи Нансе Ф., Тальгрен, Алениус, Малоне, советские учёные Белов, Матузова и другие придерживались того, что место конечной стоянки Оттара — это река Варзуга на Терском берегу. Ученый конца XIX века Г. Геббель сразу категорически отверг это утверждение: «Отер, пройдя Святой Нос, брал курс на юг и обязательно должен был попасть не в Варзугу, а не иначе, как в устье Северной Двины, единственно широкой реки Белого моря с густо населенным, или как значится в других переводах, с обработанным берегом, потому что, войдя, по всей вероятности, в один из крайних рукавов, он видел только берег с одной стороны (ас другой кошки), наверное, 1000 лет назад не населенный и голый. Причем, Отер вовсе не считает нужным рассказать, почему он пересек горло Белого моря, вследствие — ли указаниям терфиннов или потому, что он сам усмотрел высокий противоположный Терскому Зимний берег». В частности, Леонтьев А. И. отмечает, что в древнескандинавских сагах и «Старшей Эдде» упоминается некая река Вина (др.-исл. Vina), которая, по оценке Стеблин-Каменского М. И., может являться Северной Двиной.
Исследователи Джаксон и Мачинский предложили расположить «большую реку» текста о путешествии Охтхере западнее устьев рек Стрельны и Варзуги на Терском берегу — в Кандалакшу или реку Умбу. Московский исследователь начала прошлого века С. К. Кузнецов (1905) вообще усомнился в том, что норманны побывали в Белом море. Он считал, что за такой короткий срок, то есть за девять дней, пройти путь от Нордкапа до устья Северной Двины неосуществимо. При этом он ссылался на быстроходные современные пароходы, которые преодолевали тот же отрезок пути за 6 дней, поэтому, по его мнению, парусное судно никак не могло пройти это расстояние быстрее. Кузнецов С. К. считал, что эту реку нужно искать на Мурманском или Терском берегу, допуская под «большой рекой» следующие: Тулому (на которой стоит Кола), Териберку, Воронью, Иоканьгу или Поной. При этом Кузнецов абсолютно исключал не только Северную Двину, но и реку Мезень, несмотря на то, что до устья последней, если пересечь одноимённый залив, можно дойти значительно быстрее, чем до Двины.

#### Интерпретация реки как Северной Двины или горла Белого моря
Однако Леонтьев А. И. утверждает, что эти исследователи слишком низко оценивали мореходные качества судов скандинавов и навыки самих норвежских мореходов. Их суда, как показывают данные археологических находок, были быстроходными и манёвренными торговыми кораблями с высокими бортами и плоским дном, достигающими длины до 24-30 метров и покрывающими под большим квадратным парусом до 120 миль в сутки. Не позволяет говорить о низком развитии морского дела у скандинавов и тот факт, что норвежские мореходы неоднократно побывали в Исландии и Гренландии, заселив их побережье, а также достигли берегов Северной Америки, что подтверждают как исландские саги («Сага об Эйрике Рыжем», «Сага о гренландцах»), так и данные современных археологических раскопок на территории Л’Анс-о-Медоуз, Северная Америка.
Имеются и другие сведения о морских путешествиях через Белое море. В 1582 году для выполнения дипломатической миссии царем Иваном Грозным в Англию был отправлен посол Ф. А. Писемский с толмачом Алексеем Ховралевым. Добирались они из Москвы до места назначения по Белому морю на парусных английских судах. В своем отчете русский посол отметил, что «от Колмогоровой пристани (совр. Холмогоры) до Варгава (норвежский город Вардё) шли одиннадцать дней», причем они ещё три дня штормовались по пути следования в неспокойном Баренцевом море. Другой посол, Г. И. Микулин, выполняя ту же миссию, но только посланный в Англию уже царем Борисом Годуновым в 1600 году, также в своем статейном списке отметил, что «корабли шли [от устья Двины] до Кильдина острова пять дней, от Кильдина острова до Северного Носу три дня». Историк Михаил Иванович Белов пришёл к выводу, что Оттар не мог за 15 дней достичь Белого моря, а его плавание должно было закончиться у берегов Кольской губы Баренцева моря. Исследователи говорят о том, что парусные английские суда не должны были принципиально отличаться по своей конструкции от такого же парусника Оттара. К.-О. Масдален пишет, что эксперименты с копиями кораблей викингов показали, что, в некоторой зависимости от формы корпуса и перевозимого груза, при оптимальных условиях и при боковом ветре они могли передвигаться со средней скоростью 6-8 узлов в течение дня плавания, и могли достигать максимальной скорости в 10-12 узлов. Кроме того, они могли поддерживать необходимую для передвижения скорость при неблагоприятных погодных условиях. Следовательно, возможность того, что Охтхере на своём судне достиг именно устья Северной Двины, остаётся.
Плавание норвежца состоялось, вероятно, в начале лета или самое позднее в июле, так как со второй половины августа ночи на Белом море становятся темными. Сама же река в тексте его рассказа не названа, а новое, собственное название ей Охтхере или кто-либо из его людей или приближённых короля Альфреда Великого не дал.
Возможно, под «большой рекой» (др.-англ. micel еа) следует понимать не какую-то определённую реку, а горло самого Белого моря, поскольку слово др.-англ. еа кроме непосредственно «реки» имеет значения «водный поток», «течение». Леонтьев А. И. отмечает, что походы поморов в Белое море всегда были непростыми и опасными. Для древних скандинавов Белое море могло показаться широким и бурным потоком или даже рекой с её «крутыми сувоями», которые были неизвестны скандинавам, ходившим в больших морях и прибрежных шхерах. Оттар мог подразумевать под «водным потоком», «течением» широкую полноводную реку потому, что, войдя в Горло Белого моря — самое узкое его место, путешественник, по мнению Леонтьева А. И., увидел сразу два берега: справа поближе Терский берег и слева вдали — Зимний.
К тому же, как отмечает Леонтьев А. И., следует учитывать и то, что его путешествие произошло более тысячи лет назад, и море тогда было значительно уже в своей горловой части, поэтому горло Белого моря было воспринято людьми Оттара как некая река, и по этой причине он и не упоминает название этой реки, поскольку она была фактически частью моря. Однако отмечается, что в реки он также мог заходить, в том числе и в Северную Двину. Тогда становится понятным описание самого Охтхере, когда он говорит, что «земля эта заселена по одной стороне реки»: данное описание должно относиться к южному побережью Белого моря, где обитали биармы, а противоположная его часть — Терский берег, где жили терфинны, — земля «вся необитаема». Следовательно, Леонтьев А. И. делает вывод, что Оттар побывал именно в Белом море и посетил устье Северной Двины. Однако вопрос по-прежнему остаётся открытым ввиду отсутствия точных данных в самом источнике или других рукописях.

### Другие сведения
В рассказе Охтхере упоминается Ирландия, вероятнее всего, вместо реальной Исландии, а острова, описываемые как лежащие между Исландией и Норвегией — это Шетландские и Фарерские острова, заселённые в те годы скандинавами. В «Путешествии Охтхере» упоминаются Швеция (др.-англ. Swēoland), Норвегия (др.-англ. Norðweg) и Дания (др.-англ. Denamearc). В «Путешествии Оттара» есть также описание фауны северной части Скандинавии и Белого моря: упомянуты морж и северный олень (тот и другой не были известны англосаксам), рассказано о способах их хозяйственного использования.Текст упоминает также политические отношения между жителями севера, подробно описывает размер дани, взимаемой норманнами с финнов. Учитывая, что текст был записан во времена нашествий норманнов на Англию, «Путешествие Оттара» содержит ценные для короля Альфреда сведения по географии Скандинавии, необходимые для упреждающего похода на скандинавов, который, впрочем, так никогда и не состоялся.

## В современной культуре
- Охтхере был изображён Рэем Стивенсоном в историческом сериале «Викинги».